# Palpita nigricollis
Palpita nigricollis là một loài bướm đêm trong họ Crambidae.